# 芝麻湯圓
芝麻湯圓是點心的一種，起源于中国。

## 簡介
用糯米粉混入了水和香油，把芝麻餡包在內，也可以在包皮周圍塗滿芝麻粉。芝麻湯圓有很多種變化，也有人用蓮子豆餡弄湯圓。
平均一顆芝麻湯圓的熱量相當於70大卡，攝食四至五顆的芝麻湯圓的熱量約等於一碗白米飯。

## 做法

### 材料
- 材料：（約50顆）
- 皮料：糯米粉4杯，滾水220毫升，冷水200毫升（將皮的材料分兩次做）
- 餡料：芝麻粉200克，砂糖200克，無鹽奶油或豬油140克

### 流程
芝麻粉加入砂糖拌勻，將奶油或豬油融化成液狀，加入芝麻粉裡攪拌均勻即可。將芝麻餡分成一個個小團，儘量調整成圓球狀，然後放進冰箱冰硬（也可以冰到略硬時，取出揉圓再冰到變硬）。 
為了避免皮變硬，可以將皮的材料分成兩半，先做一半，包好再做另一半。將糯米粉2杯調入滾水110毫升，用筷子攪拌，使部分糯米粉變成團狀，然後加入冷水100毫升攪拌成團，溫度降低後，用手揉成軟麵團。分割每個小團約重20克，輕壓出一個凹槽，填入餡料、收口、搓圓即可。

### 注意事項
- 把餡料冰硬再包會比較好操作，否則餡料很軟，不容易包成漂亮的圓球狀。
- 做好的湯圓要放在袋子裡封存，如果幾天內能吃完，就放冷藏；如果要久存就放冷凍，表面如有一點裂痕沒有關係，只要不露出餡料，煮後通常不會開口。